# Mesón ípsilon
El mesón ípsilon (ϒ, en inglés upsilon) es un mesón sin sabor formado por un quark fondo (bottom) y su antipartícula. Fue descubierto por el proyecto E288 Collaboration de 1977, un proyecto de colaboración dirigido por Leon Lederman en el Fermilab. Además, fue la primera partícula descubierta que contenía un quark fondo porque es la más ligera que puede ser producida sin partículas masivas adicionales. Su vida media es de 1,21×10-20 s y tiene una masa de unos 9,46 GeV/c2.